# Linia kolejowa nr 661
Linia kolejowa nr 661 – jednotorowa, zelektryfikowana linia kolejowa znaczenia państwowego łącząca stację Dąbrowa Górnicza Towarowa z posterunkiem odgałęźnym Kozioł w Sławkowie.
Linię otwarto 30 czerwca 1976 r..